# Ledringhem
Ledringhem é uma comuna francesa na região administrativa de Altos da França, no departamento do Norte. Estende-se por uma área de 7.01 km². Em 2010 a comuna tinha 686 habitantes (densidade: 97,9 hab./km²).